# (2490) Bussolini
(2490) Bussolini – planetoida z grupy pasa głównego asteroid okrążająca Słońce w ciągu 4,22 lat w średniej odległości 2,61 au. Odkryta 3 stycznia 1976 roku w Obserwatorium Féliksa Aguilara. Nazwa planetoidy pochodzi od Juana A. Bussoliniego (1905–1966) – argentyńskiego jezuity i astronoma.